# Île Page
L’île Page est un îlot de Nouvelle-Calédonie appartenant administrativement à Boulouparis.